# カルロス・フェブレス
カルロス・マヌエル・フェブレス（Carlos Manuel Febles, 1976年5月24日 - ）は、ドミニカ共和国エル・セイボ州エル・セイボ出身の元プロ野球選手（二塁手）、野球指導者。右投右打。現在は、MLBのトロント・ブルージェイズの三塁コーチを務める。

## 経歴

### 現役時代
1993年にアマチュア・フリーエージェントでカンザスシティ・ロイヤルズと契約してプロ入り。1998年9月14日にメジャーデビューすると、翌1999年には二遊間コンビを組むレイ・サンチェスから技術を吸収しながら「2番・二塁手」の定位置を手にした。ロイヤルズには2003年まで在籍し、ボストン・レッドソックス傘下のAAA級ポータケット・レッドソックスでプレーの2004年を最後に引退した。

### 引退後
引退後は2007年から11年間レッドソックス傘下のマイナー球団でコーチや監督を歴任した。その後、2018年シーズンよりレッドソックスの三塁コーチへ就任し、2023年まで務めた。
2024年シーズンからはトロント・ブルージェイズの三塁コーチを務める。

## 詳細情報

### 背番号
- 43（1998年）
- 3（1999年 - 2003年）
- 52（2018年 - 2021年）
- 53（2022年 - 2023年）
- 51（2024年 - ）